# Maškary (album)
Maškary (1970) je třetí LP deska Karla Kryla, vydaná byla v SRN vydavatelstvím Caston.
Album vyšlo v nákladu 1000 kusů, z nich 300 bylo určeno k pašování do Československa.
Obal vytvořil Josef Rakušan, který pro něj také pořídil Krylovu fotografii. Titulní obraz namaloval Karel Kryl.
Sleeve-note reedice z roku 1991 napsal Martin Štumpf.

## Seznam písní
1. Maškary
2. Lásko!
3. Srdce a kříž
4. Pušky a děla
5. Ruka je most
6. Pitomý chanson
7. Vánoční
8. Dědicům Palachovým
9. Dachau blues
10. Pták Noh
11. Bludný Holanďan

## Reedice
- Šafrán 78, Švédsko, 1980
- Bonton, Československo, 1991
- Sony Music Bonton, Česko, 2004